# Diazonijeva sol
Diazonijeva sol ali diazonijeva spojina je razred organskih spojin s funkcionalno skupino -N+≡N in splošno formulo R-N2+X-. R je lahko alkil ali aril, X- pa anorganski ali organski anion, najpogosteje kloridni ion Cl-. Diazonijeve soli so vmesni produkti za sintezo organskih azo barvil.

## Sinteza
Kemijska reakcija za sintezo diazonijevih soli je diazotiranje. Reakcijo je leta 1858 odkril Peter Griess, ki je kasneje odkril tudi več reakcij diazonijevih soli.
Diazotiranje je reakcija primarnih aromatskih aminov, na primer anilina, z natrijevim nitritom (NaNO2) v prebitku mineralne kisline, običajno klorovodikove kisline (HCl):
Ar-NH2 + HNO2 + HX → [Ar-N2]+X- + 2H2O
Diazonijeve soli so v vodnih raztopinah pri temperaturah višjih od 5 °C nestabilne, ker skupina -N+≡N  rada odceplja dušik. Pri sobni temperaturi so dobro obstojni samo tetrafluoroborati in heksafluorofosfati. Značilnost diazonijevih soli je, da se po sintezi praviloma ne izolirajo, ampak se takoj zatem uporabijo v naslednji reakciji, na primer v pripajanju. 

## Dediazoniranje
Dediazoniranje je kemijska reakcija, v kateri diazonijeva skupina razpade na dušik N2 in arenijev ion, ki se običajno veže s prostim elektronom v arilni radikal. Do dediazotiranja lahko pride na več načinov:
- z elektrolitsko redukcijo,
- pod vplivom γ-žarkov iz solvatiranih elektronov, ki nastanejo v vodi,
- s fotoinduciranim prenosom elektrona,
- z redukcijo s kovinskimi kationi, najpogosteje z bakrovimi solmi,
- z anionsko induciranim dediazoniranjem; do prenosa elektrona lahko pride, na primer z joda, pri čemer nastaneta arilni radikal in jodov radikal,
- pod vplivom topila, ki deluje kot donor elektronov.

## Reakcije
- Najpomembnejša reakcija aromatskih diazonijevih spojin je pripajanje anilinov in fenolov v azo spojine. Reakcija je elektrofilna aromatska substitucija.
- Nukleofilne aromatske substitucije, v katerih pride do substitucije dušika:
  - Sandmeyerjeva reakcija (pretvorba v arilhalogenide)
  - Gomberg-Bachmannova reakcija (tvorba diarilov)
  - Schiemannova reakcija (pretvorba v arilfluoride)
  - Craigova reakcija, v kateri 2-aminopiridin reagira z natrijevim nitritom (NaNO2), bromovodikovo kislino (HBr) in prebitkom broma (Br2) v 2-bromopiridin.[2]
- Meerweinovo ariliranje, v katerem diazonijave sol razpade, arilni ostanek pa reagira z alkenom, ki ima deficit elektronov (adicija).
- Bambergerjeva sinteza triazina in Widman-Stoermerjeva sinteza, v katerih diazonijeva sol reagira kot elektrofil preko terminalnega dušikovega atoma z aktivirano dvojno vezjo.
- Hidroliza, s katero nastanejo fenoli.
- Redukcija s hipofosforjevo kislino (H3PO2), v kateri se dušikov atom zamenja z vodikom, kar omogoči enostavno odcepitev amino in nitro skupine z aromatskega obroča.

## Uporaba

### Azo barvila
Diazonijeve soli so se uporabljale predvsem za barvanje tkanin. Barvanje poteka v dveh stopnjah: namakanje tkanine v vodni raztopini diazonijeve soli, temu pa je sledi razvijanje azo barvila z namakanjem v raztopini anilinov  ali fenolov. 
Diazonijeve soli so občuljive na svetlobo in pod vplivom vijolične ali UV svetlobe razpadejo. Ta lastnost se je včasih izkoriščala za kopiranje dokumentov, predvsem tehničnih risb. Dokument se je z UV svetlobo preslikal na papir ali film, premazan z diazonijevo soljo. Na osvetljenih delih papirja je diazonijeva sol razpadla, nerazpadla sol na neeksponiranih delih papirja pa se je zatem razvila v obstojno azo barvilo. Najpogosteje se je uporabljal papir, premazan z zmesjo diazonijeve soli, komponente za pripajanje in kisline, ki je inhibirala pripajanje. Posnetek se je po ekspoziciji razvil z vodno raztopino amonijaka, ki je nevtraliziral kislino in sprožil reakcijo pripajanja. 

### Nanotehnologija
V nanotehnologiji se uporablja 4-klorobenzendiazonijev tetrafluoroborat, ki je zelo učinkovit v funkcionaliziranju enostenskih nanocevk.
Diazonijeve soli se lahko uporabljajo tudi za funkcionaliziranje silicijevih rezin, na katerih tvorijo monomolekularni sloj aromata:
Takšno cepljenje diazonijevih soli na kovinsko površino je možno tudi na železu, kobaltu, niklju, platini, paladiju, cinku, bakru in zlatu in celo na diamantu.